# Upfront
Upfront is een Nederlands e-commercebedrijf dat zich toelegt op de productie en online verkoop van (sport)voeding en supplementen, zoals proteïnerepen en eiwitpoeder. Het hoofdkantoor is gevestigd op het terrein van de Van Nellefabriek in Rotterdam.

## Geschiedenis
Upfront werd in januari 2020 opgericht door Mark de Boer, Nick Schijvens en Harro Schwenke. Sindsdien is het managementteam uitgebreid met Sophie Dekkers. De Boer en Schijvens studeerden samen, terwijl De Boer en Schwenke opgroeiden in dezelfde straat. Het bedrijf stelt dat het open en transparant communiceert over de voedingswaarde en ingrediënten van de producten die het ontwikkelt. Omdat voedingswaarde en ingrediënten op de voorkant van de verpakkingen staan vermeld, is gekozen voor de naam Upfront.
In 2023 wist het bedrijf haar omzet bijna te verdrievoudigen tot 6,3 miljoen euro. In datzelfde jaar begonnen supermarktketens als Albert Heijn en Jumbo de producten te verkopen. Dit droeg bij aan een nettowinststijging van 10% over het jaar 2023.
In 2024 breidde Upfront uit met een nieuw distributiecentrum binnen een van de bestaande hallen van de Van Nellefabriek. Dit centrum bevindt zich tegenover het gebouw waarin de productontwikkeling en marketing van het bedrijf plaatsvindt.